# أطلصور
أطلسوريس (Atlasaurus) جنس منقرض من ديناصورات الصوروبودا عاش في العصر الجوراسي.
- معنى الاسم: زاحف الاطلس.
- الحقبة: الجوراسي الأوسط (164 - 154 مليون سنة).
- الحجم: 18 م طولا و 10 م ارتفاعا.
- الوزن: 22.5 طن تقريبا.
- الموطن: شمال أفريقيا (جبال الأطلس
- نوع الغذاء: عاشب.